# Грабёж (фильм)
«Грабёж» (англ. Heist) — фильм режиссёра Дэвида Мэмета.

## Сюжет
Джо Мур — вор. У него есть все — красивая молодая жена, деньги. Но при ограблении его застукивают при помощи охранной камеры. Его соперник, Бергман шантажирует его, требуя простить долг, а его жена уходит к племяннику Бергмана.
Мур, его партнер, Бобби Блан и их связной Пинки Пинкус собирают команду, которая сделает ограбление по заказу Бергмана, и которое станет последним в карьере Мура.
Это будет ограбление в ограблении, сложно исполненная афера, в результате которой Бергман получит железяки вместо золота. Дважды.

## В ролях
| Актёр          | Роль          |
| -------------- | ------------- |
| Джин Хэкмен    | Джо Мур       |
| Дэнни Де Вито  | Микки Бергман |
| Делрой Линдо   | Бобби Блэйн   |
| Сэм Рокуэлл    | Джимми Силк   |
| Ребекка Пиджон | Фрэн Мур      |
| Рики Джей      | Пинки Пинкус  |